# Pici
Pici — підряд птахів ряду дятлоподібних. Включає два інфраряди — Ramphastides та Picides. Поширені в Африці, Євразії та Америці.